# آن ويلر
آن ويلر هي مصورة سينمائية وكاتبة سيناريو ومخرجة وممثلة كندية، ولدت في 23 سبتمبر 1946 في إدمونتون في كندا.

## وصلات خارجية
- آن ويلر على موقع IMDb (الإنجليزية)
- آن ويلر على موقع ألو سيني (الفرنسية)
- آن ويلر على موقع أول موفي (الإنجليزية)
- آن ويلر على موقع قاعدة بيانات الأفلام السويدية (السويدية)
- آن ويلر على موقع إن إن دي بي (الإنجليزية)
- آن ويلر على موقع قاعدة بيانات الفيلم (الإنجليزية)
- آن ويلر على موقع كينوبويسك (الروسية)